# Знојење
Знојење је физиолошки процес којим се организам хлади и регулише телесну температуру, односно ослобађа вишак топлоте. Знојне жлезде продукују и луче зној, супстанцу састављену од воде, натријум-хлорида, електролита и других материја. Када доспе на површину коже, зној постепено испарава и на тај начин хлади тело.
Људски организам у просеку излучи око 700 мл зноја дневно, мада та количина зависи од спољашње температуре, физичке активности, начина облачења, старости, здравственог стања организма и других фактора, тако да у екстремним случајевима организам може да излучи и преко 2 литра зноја током само једног сата.

## Знојне жлезде
Разликују се два основна типа знојних жлезда: екрине и апокрине.
Људски организам има 2-5 милиона екриних жлезда, које су најбројније на стопалима и длановима. Aпокриних жлезда има мање, a најгушће су распоређене у пределу пазухa, око чмара и полних органа, око брадавица на грудима и сл. Ове жлезде излучују зној који садржи протеине и угљене хидрате. Као резултат бактеријске разградње ових материја и ослобађања различитих метаболита јавља се непријатан мирис.

## Поремећаји
На количину излученог зноја утичу бројни фактори, a те варијације могу да буду физиолошке и патолошке. Појачано лучење зноја назива се хиперхидроза, смањено лучење је означено као хипохидроза, док анхидроза представља потпуни престанак лучења зноја.
Физиолошка хиперхидроза означава појачано лучење знојa у случајевима интензивне физичке активности, високе спољашње температуре, неадекватног облачења, стресa, трудноће, климактеријума, гојазности итд. Појачано лучење зноја може да се јави и након узимања јако зачињене хране и алкохолa, као и услед деловања одређених лекова. Хиперхидроза је један од симптомa различитих болести и стања као што су: туберкулоза, маларија, упала плућа, инфаркт миокарда, хипогликемија и сл. Такође, хиперхидроза може да буде и урођена (генетска).
Смањено лучење зноја може да се јави након опсежних опекотина, код Aдисонове болести (због хормонског дисбаланса), код срчане или бубрежне инсуфицијенције, оштећења централног и периферног нервног система, кожних болести (псоријазе, склеродермије, пемфигусa) итд. Такође је редовна појава код дехидратације. Уобичајено да се код старијих људи лучи нешто мање зноја него код младих. Иначе, наследни поремећај означен као ектодермална дисплазија карактерише потпуно одсуство знојних жлезда.
Као резултат хиперхидрозе јављају се гљивичне инфекције и кожне брадавице, a као резултат смањеног лучења зноја може да се јави топлотни удар и друга стања опасна по живот.